# Эн-Нугат-эль-Хумс
Эн-Нугат-эль-Хумс (араб. النقاط الخمس‎) — административный район в Ливии. Административный центр — город Зувара. Площадь — 6 089 км². Население — 287 662 человек (2006 г.).

## Географическое положение
На севере и северо-западе Эн-Нугат-эль-Хумс омывается водами Средиземного моря. Внутри страны граничит со следующими муниципалитетами: Эз-Завия (восток), Налут (юго-запад), Эль-Джабал-эль-Гарби (юго-восток).